# Gustaf Axelsson Banér

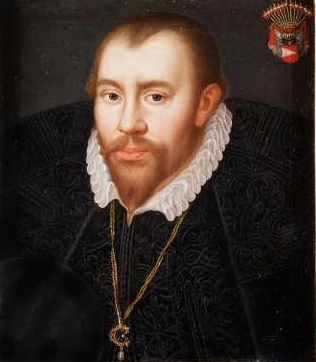
Gustav Axelsson Banér

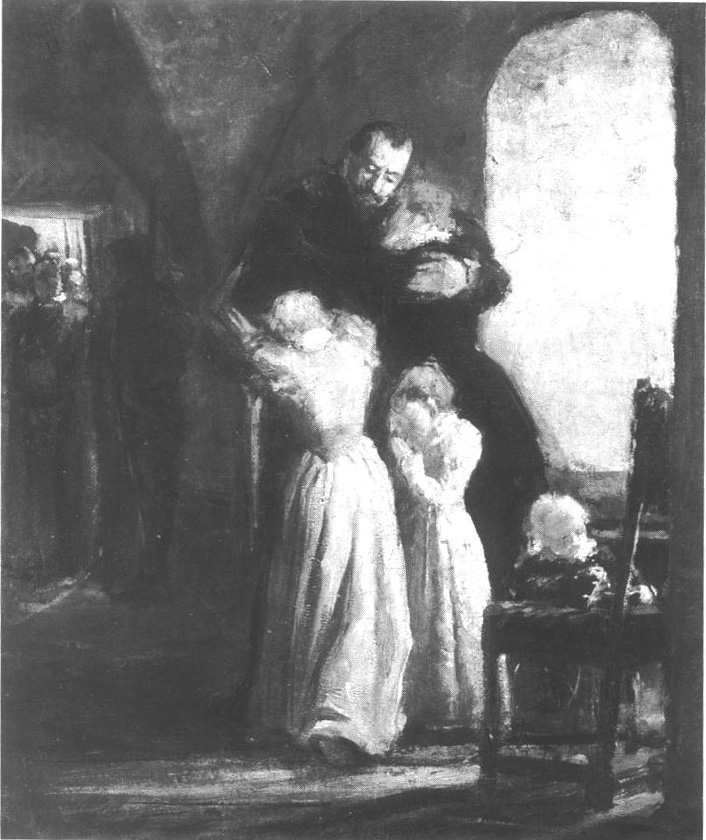
Gustaf Banér verabschiedet sich vor seiner Hinrichtung von seiner Familie. Interpretation von Fanny Brate

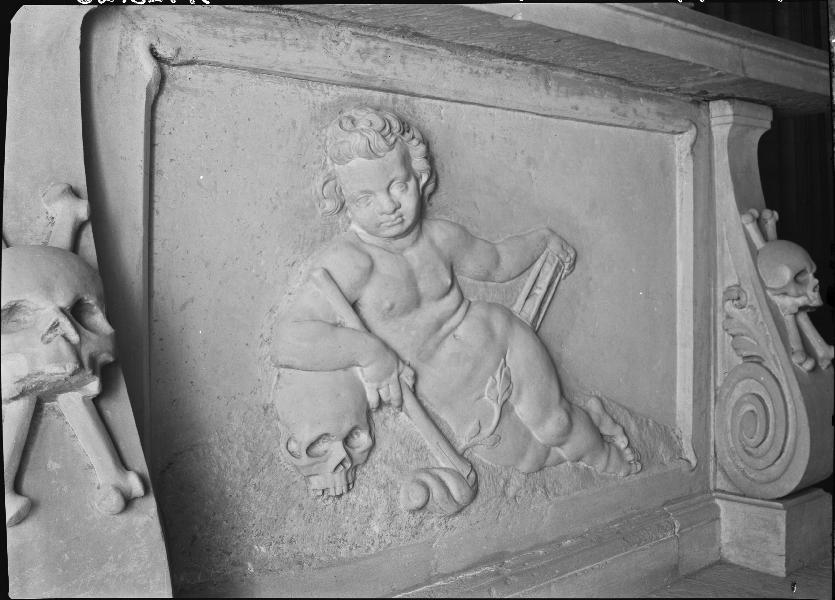
Dom zu Uppsala, Grabmal der Eheleute Gustaf Banér und Christina, geb. Sture, Aris Claeszon (1629)

Gustaf Axelsson Banér, auch Gustav (* 19. Mai 1547 in Djursholm; † 20. März 1600 hingerichtet in Linköping) war ein schwedischer Staatsmann.

## Leben

### Herkunft und Familie

Gustav Axelsson Banér, Porträt von Johan Gustaf Köhler (1830)

Gustaf Banér war als Sohn von Reichsrat Axel Nilsson Banér († 1554) und Margareta Pedersdotter Bielke (1510–1557) ein Angehöriger der schwedischen Freiherren Banér.
Im Jahr 1581 vermählte er sich mit Christina Sture (1559–1619), der jüngsten Tochter von Reichsmarschall Svante Sture (1517–1567) und Märta Eriksdotter Leijonhufvud (1520–1584) und damit Cousine sowohl des Königs Johann III. als auch der Königswitwe Katharina Stenbock. Aus der Ehe sind 14 Kinder hervorgegangen, darunter:
- Svante (1584–1628), schwedischer Reichsrat und Gouverneur in Riga
- Per (1588–1644), schwedischer Reichsrat
- Axel (1594–1642), schwedischer Reichsrat
- Johan (1596–1641), schwedischer Feldmarschall im Dreißigjährigen Krieg

### Werdegang
Banér studierte außerhalb Schwedens. Ab dem Jahr 1564 stand er in königlichen Diensten und führte dessen Hauptgerichte. Er war 1569 Gerichtsmarschall. Beim Aufbegehren des Adels gegen den geistesgestörten König Erik XIV., dem sein späterer Schwiegervater und zwei seiner Schwäger zum Opfer gefallen waren, stellte er sich auf die Seite dessen Halbbruders Johann und avancierte nach dessen Machtübernahme 1570 zum Reichsrat. 1571 wurde er Feldoberst in Finnland. Banér wurde später mit einigen bedeutenden diplomatischen Missionen betraut. 1586 wurde er Statthalter auf dem Stockholmer Schloss und 1588 Gouverneur in Reval. Letztere Stellung behielt er bis 1590 und war dann seit 1593 Häradshövding in Vallentuna.
Nach dem Tod von König Johanns III. 1592  unterstützte er zunächst die Thronansprüche dessen Bruders Karl, wechselte dann aber auf die Seite von Johanns Sohn, den polnischen König Sigismund III. Nach seiner Teilnahme an der Schlacht von Stångebro, durch die Sigismund die schwedische Krone verlor, wurde Banér von dem siegreichen Karl IX. gefangengesetzt und zum Tode durch Enthauptung verurteilt. Die Hinrichtung erfolgte im Zuge des sogenannten Linköping Blutbad, bei dem vier weitere Mitglieder des Reichsrats hingerichtet wurden, darunter Gustavs Bruder Sten Axelsson Banér und sein Cousin und Schwager Ture Bielke.
Sein Schloss Ekenäs hatte Banér burgartig ausbauen lassen. Er wurde im Dom zu Uppsala beigesetzt. Das freistehende Grabmal aus Alabaster und schwarzem Marmor wurde vom niederländischen Bildhauer Aris Claeszon 1629 gefertigt und wird zu dessen bekanntesten Arbeiten gezählt.